# 7472 Kumakiri
7472 Kumakiri è un asteroide della fascia principale. Scoperto nel 1992, presenta un'orbita caratterizzata da un semiasse maggiore pari a 3,0114264 UA e da un'eccentricità di 0,1069930, inclinata di 9,92026° rispetto all'eclittica.